# David Campbell
David Anthony Campbell (Eglinton, 1965. június 2.  – ) északír válogatott labdarúgó.

## Pályafutása

### Klubcsapatban
1984 és 1987 között a Nottingham Forest játékosa volt. 1987-ben a Notts County csapatánál szerepelt kölcsönben. 1987-től 1989-ig a Charlton Athleticet erősítette. 1989-ben a Plymouth Argyle vette kölcsön. 1989 és 1990 között a Bradford City, 1990 és 1991 között az északír Derry City labdarúgója volt. Az 1991–92-es szezonban Írországban a Shamrock Rovers együttesében játszott. 1992-ben 4 mérkőzésen pályára lépett a Cliftonville csapatában. Később szerepelt még a Rotherham United (1992), Burnley (1992–93), a Lincoln City (1993–94), a Portadown (1994), a Wigan Athletic (1994) és a Cambridge United (1995) csapatában.

### A válogatottban
1986 és 1988 között 10 alkalommal szerepelt az északír válogatottban. Részt vett az 1986-os világbajnokságon.